# なんだかんだ
『なんだかんだ』は、1964年12月7日から1965年3月1日まで日本テレビ系列局で放送されていたテレビドラマである。日本テレビと東宝の共同製作。エースコックの一社提供。全13話。放送時間は毎週月曜 19:00 - 19:30 （日本標準時）。

## 概要
父が経営する提灯屋を継ぎたくない道楽者のサラリーマン・市太郎、威勢だけは一丁前の魚屋の若旦那・鮒吉、ギター好きの小坊主・良念、落語などそっちのけの若手落語家・六助といった一癖も二癖もあり、なおかつ野球好きの人々が東京下町の商店街を舞台に繰り広げるドタバタドラマ。
主演は、前番組『ちゃっきり金太』からの継続出演者である古今亭志ん朝、当時フジテレビの『サンデー志ん朝』で志ん朝と共演していた谷幹一など。

## 出演者
- 市太郎：古今亭志ん朝
- 鮒吉：谷幹一
- 良念：左とん平
- 六助：小鹿敦（後の小鹿番）
- 市兵衛（提灯屋の主人、市太郎の父）：中村是政
- かしまし3人娘（後のかしまし娘）
- ほか

## スタッフ
- 脚本：しのざき凡 ほか
- 演出：柴田宏二 ほか
- 制作：NTV、東宝

## 放送日程
| 回 | 放送日         | サブタイトル               |
| -- | -------------- | -------------------------- |
| 1  | 1964年 12月7日 | 栄冠ナミダあり             |
| 2  | 12月14日       | 俺だって男さ               |
| 3  | 12月21日       | 気がもめます！             |
| 4  | 12月28日       | 来年こそは！               |
| 5  | 1965年 1月4日  | この妹にして、この兄貴あり |
| 6  | 1月11日        | 仲よく一緒に               |
| 7  | 1月18日        | いついつまでも             |
| 8  | 1月25日        | どっちもどっち             |
| 9  | 2月1日         | 柄でないことはイケマセン   |
| 10 | 2月8日         | とんだ武勇伝               |
| 11 | 2月15日        | （不明）                   |
| 12 | 2月22日        | チーズにウイスキー         |
| 13 | 3月1日         | いってらっしゃい           |

参考：『読売新聞縮刷版』読売新聞社、1964年12月7日 - 1965年3月1日付のラジオ・テレビ欄。

## 参考資料
- 毎日新聞縮刷版[どれ?]
- 日本テレビポスターコレクション（日本テレビ放送網刊）[要ページ番号]
- テレビドラマデータベース[どれ?]